# District de Sisteron
Le district de Sisteron était une division territoriale française du département des Basses-Alpes de 1790 à 1795.
Il était composé des cantons de Sisteron, Banon, Claret, Mison, la Motte-du-Caire, Noyers-sur-Jabron, Saint-Étienne-les-Orgues, Saint-Geniez, Turriers et Volonne.